# Alexis Georgoulis

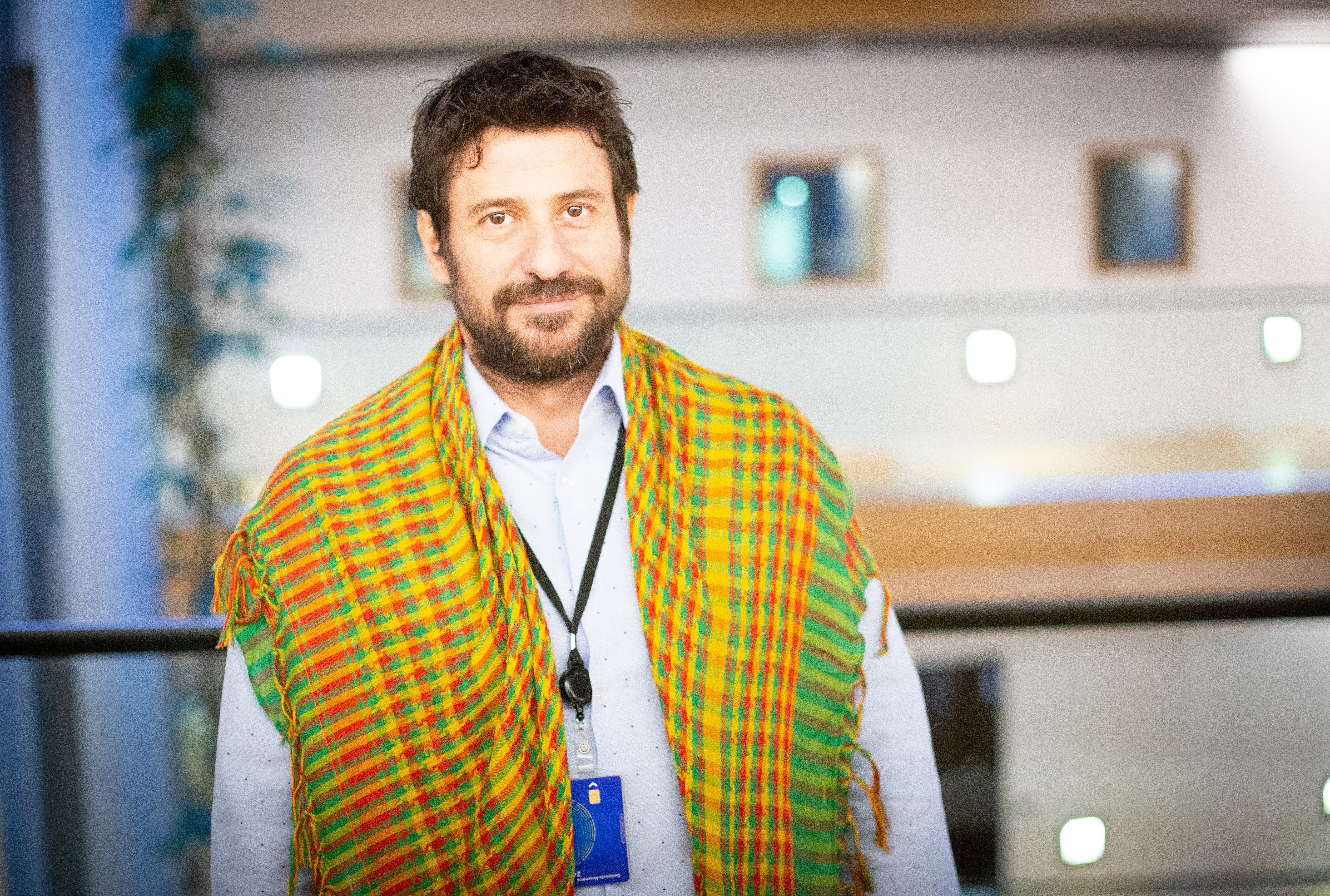
Alexis Georgoulis mit einem Rojava-Solidaritätstuch (2019)

Alexis Georgoulis (griechisch Αλέξης Γεωργούλης, * 6. Oktober 1974 in Larissa) ist ein griechischer Schauspieler und Filmregisseur und Politiker (parteilos, bis 2023 SYRIZA), der insbesondere durch seine Rolle in der griechischen Serie Eisai To Tairi Mou (griechisch Είσαι το Ταίρι μου) bekannt geworden ist. Seinen ersten internationalen Filmauftritt hatte er in My Big Fat Greek Summer. Seit der Europawahl 2019 war Georgoulis bis 2024 Mitglied des Europäischen Parlaments.

## Leben

### Jugend und Ausbildung
Georgoulis wurde als drittes von insgesamt fünf Kindern geboren. Seine Mutter arbeitete als Lehrerin, sein Vater verkaufte Lotterielose. 
1993 begann Georgoulis Bauingenieurswesen an der Nationalen Technischen Universität Athen zu studieren. 1996 nahm er an Schauspielkursen an den griechischen Schauspielschulen „Stage-Craft“ und „Theater of Changes“ teil. 1997 schloss er mit hervorragenden Ergebnissen einen Kurs an der Schule „Lasmos“, gegründet vom bekannten griechischen Schauspieler Vasilis Diamantopoulos, ab.

### Karriere als Schauspieler
1997 trat Georgoulis erstmals mit der Tanzgruppe „Herois“ im Stück Carmen 33 (1997) und in The Return (1998) auf. Weiterhin hatte er Rollen in der Fernsehserie Alice im Wunderland (1997) und in Death Agony (1998) sowie im Kurzfilm No one’s Rose. 2001 übernahm Georgoulis eine Rolle in der griechischen Sitcom Eisai To Tairi Mou des Fernsehsenders Mega Channel. Die Serie hatte großen Erfolg auf dem griechischen Markt, sodass Georgoulis große Bekanntheit erlangte. Dennoch blieb Georgoulis weiterhin dem Theater treu: 2003 führte er Regie für das Theaterstück „Viel Glück“ am Nationaltheater. 2004 war er Regisseur für die Komödie „Die Form der Dinge“ von Neil Labute am Kivotos-Theater.
Später wurde Georgoulis auch außerhalb Griechenlands bekannt, als er 2009 eine Rolle in der Romantik-Komödie My Big Fat Greek Summer von Donald Petrie mit Nia Vardalos und Richard Dreyfuss übernahm. 2016 spielte er eine der Hauptrollen in der britischen Fernsehserie The Durrells. 2023 war er in Nia Vardalos Film My Big Fat Greek Wedding – Familientreffen (My Big Fat Greek Wedding 3) zu sehen.

### Politik

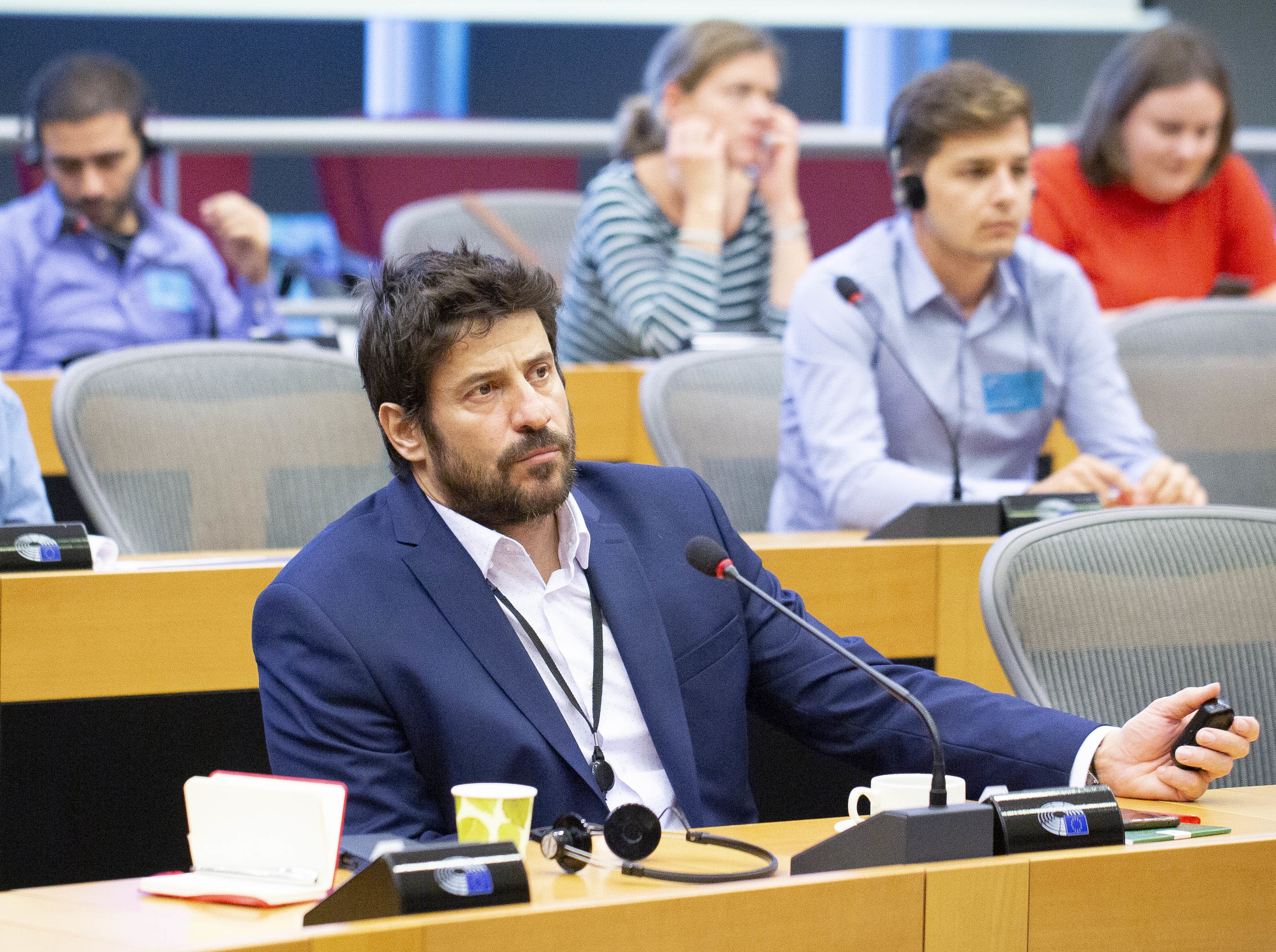
Georgoulis im Europäischen Parlament (2019)

Im März 2019 gab Georgoulis bekannt für die griechische Partei SYRIZA bei der Europawahl 2019 anzutreten. Die Partei nominierte ihn für den fünften Listenplatz. Seine Partei gewann bei den Wahlen 23,7 Prozent und damit 6 der 21 griechischen Mandate. Georgoulis zog damit direkt ein und trat gemeinsam mit seinen Parteikolleginnen und -kollegen der Konföderalen Fraktion der Vereinten Europäischen Linken/Nordische Grüne Linke bei. Für die Fraktion war Georgoulis Mitglied im Ausschuss für Kultur und Bildung sowie stellvertretendes Mitglied im Petitionsausschuss. Im April 2023 trat Georgoulis aus Partei und Fraktion aus.